# Reeves County
Reeves County is een van de 254 county's in de Amerikaanse staat Texas. Het heeft 14.748 inwoners. De hoofdplaats en tevens de grootste plaats van Reeves County is Pecos. Na in 1883 te zijn opgericht, kreeg de county in 1884 een eigen bestuur. Reeves County is vernoemd naar George R. Reeves, een voormalig voorzitter van het Huis van Afgevaardigden van Texas en kolonel van de Geconfedereerde Staten in de Amerikaanse Burgeroorlog. Het is een van de negen county's in de Trans-Pecos, de Texaanse regio ten westen van de Pecos.

## Geschiedenis

### Van de prehistorie tot de twintigste eeuw
In de prehistorie leefden mensen in rotsschuilplaatsen in het gebied dat tegenwoordig onder Reeves County valt. Jumano-indianen deden aan landbouw in de omgeving; ze verbouwden maïs en perziken met behulp van het water van de San Solomon-bron. De vruchtbare grond in de omgeving van Reeves County ontging ook John S. Ford, een Texaans militair, niet. In 1849 reisde hij de Toyah Creek, een beek in de regio, af en beschreef hij de door de Mescalero met succes gecultiveerde bodem.
In 1583 kwamen drie Jumano’s in aanraking met de Spaanse ontdekkingsreiziger Antonio de Espejo in de buurt van Toyah Lake, een zoutvlakte in het oosten van Reeves County. Zij leidden hem naar La Junta de los Ríos, het kruispunt tussen de Conchos en de Rio Grande. De Espejo beschreef in zijn dagboek dat de Jumano’s kampen hadden langs de Pecos en de bijbehorende zijrivieren.
Tegen 1881 was men in Reeves County begonnen met de aanleg van de Texas and Pacific Railway, een spoorweg tussen Marshall (Texas) en San Diego (Californië). De spoorlijn leidde tot de constructie van treinstations in zowel Pecos als Toyah. Later, in 1890, zou het netwerk uitgebreid worden met de Pecos River Railroad, die van Pecos tot aan de grens met New Mexico liep. In 1911 kwam hier nog een spoorlijn tussen Pecos en Toyahvale bij, genaamd de Pecos Valley Southern Railway.

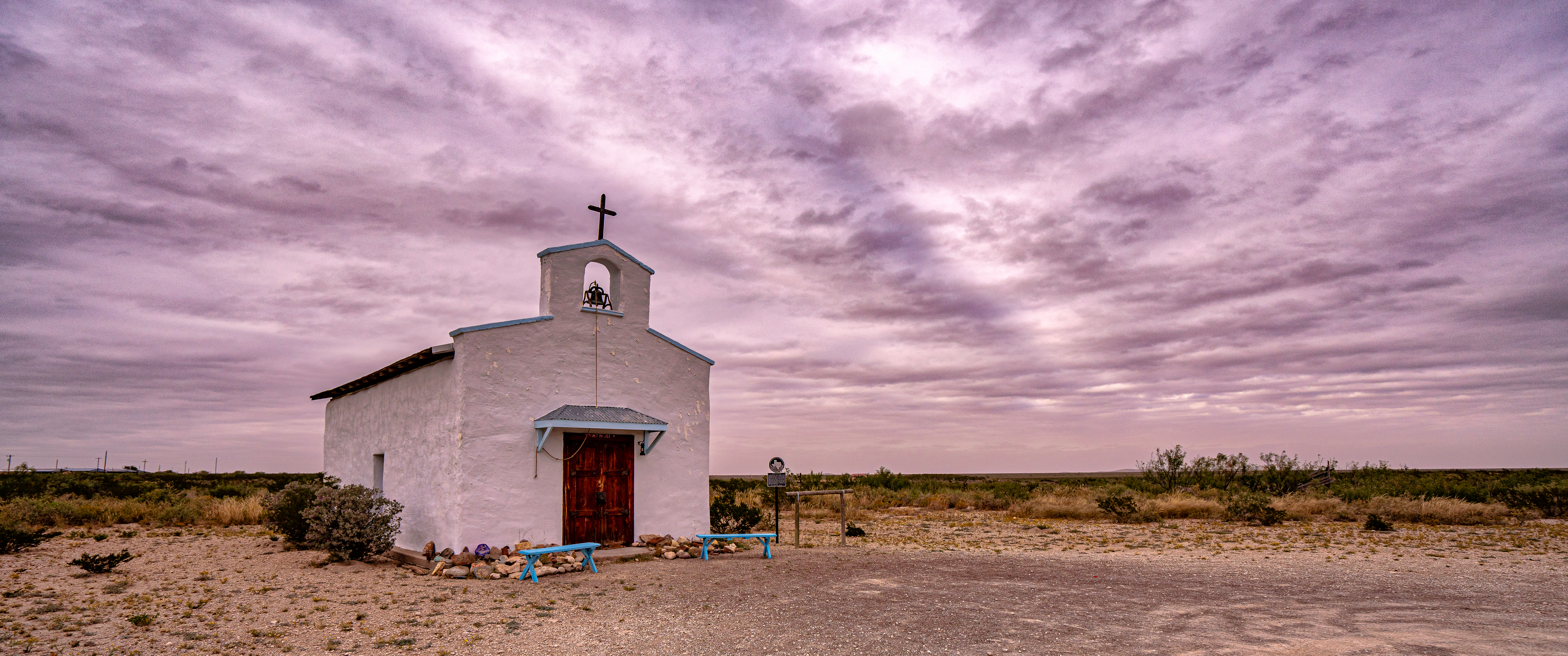
Calera Chapel, beter bekend als Mission Mary, een kleine kapel in Toyahvale

In 1883 werd Reeves County afgescheiden van Pecos County en in 1884 kreeg het een eigen bestuur. Pecos werd de countyzetel. Reeves County is vernoemd naar George R. Reeves, een voormalig voorzitter van het Huis van Afgevaardigden van Texas en kolonel van de Geconfedereerde Staten in de Amerikaanse Burgeroorlog.

### Twintigste eeuw
Een Texaanse wet maakte het tussen 1901 en 1905 mogelijk om tegen voordelige prijzen landgoed te kopen in West-Texas. In Reeves County leidde dit in tien jaar tijd tot meer dan een verdubbeling van het bevolkingsaantal, dat in 1910 op 4.392 stond. Dankzij het spoornetwerk was het afzetgebied voor landbouwproducten vanuit Reeves County gegroeid, waardoor de bevolkingsgroei ook na 1910 doorgetrokken werd. Echter, door droogte koos een groot aantal families er in 1916 voor om de regio te verlaten. Hierdoor stagneerde de bevolkingsgroei tijdelijk. Aan deze stagnatie kwam een einde toen men rond 1920 begonnen was met olie- en gasexploratie in de omgeving.

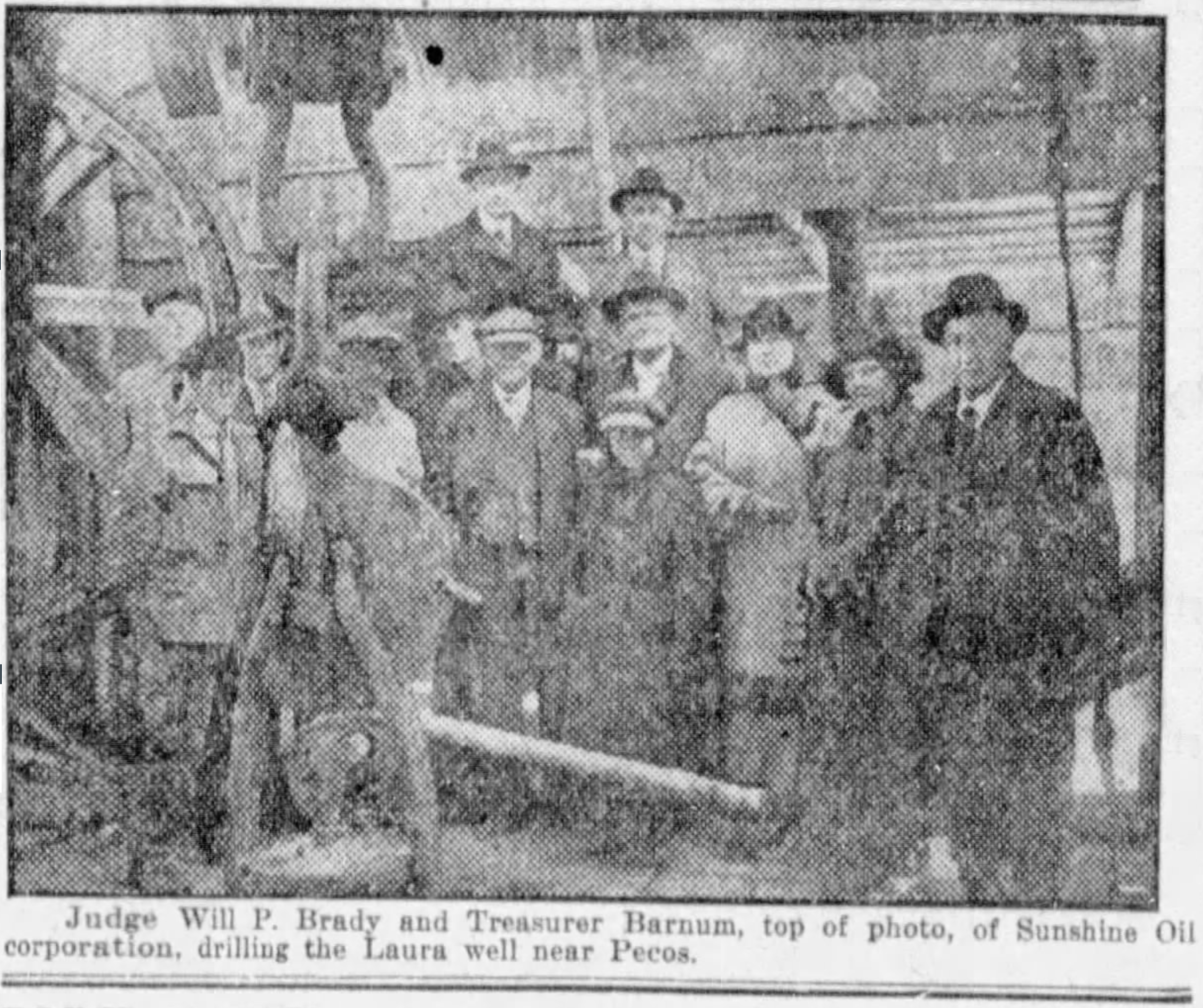
Lokale landeigenaar Will P. Brady en enige metgezellen van de Sunshine Oil Corporation in de buurt van een oliebron bij Pecos

Ook Reeves County werd geraakt door de crisis van de jaren 1930. Als onderdeel van de New Deal van toenmalig president Franklin D. Roosevelt was de Civilian Conservation Corps opgericht. Dit project, dat als noodmaatregel diende om burgers van werk te voorzien, werd onder meer ontplooid in Reeves County, waar 130 tot 200 mannen werkten aan het Balmorhea State Park. De werkzaamheden begonnen in 1934, maar het park werd pas openbaar toegankelijk in 1968.
Toen de Tweede Wereldoorlog in Europa verhevigde, gingen er in Pecos steeds meer stemmen op voor een lokale militaire basis. In eerste instantie kwam het hier niet van, totdat de aanval op Pearl Harbour de luchtmacht van het Amerikaanse leger ertoe aanzette om een grootschalig trainingsprogramma voor piloten op te zetten. Pecos werd een van de vijf nieuw aangewezen trainingsbases. Het complex trok duizenden militaire medewerkers aan, wat de beperkte voorzieningen van Pecos onder druk zette.
Hoewel opwaaiend stof zowel de constructie van de basis als het trainingsprogramma tot eind 1943 bemoeilijkte, werden er vanaf 1942 basispilotenopleidingen georganiseerd. Aan het einde van 1943 werd de vliegbasis aangewezen voor gevorderde vliegopleidingen. Op 1 mei, toen de Tweede Wereldoorlog op zijn einde liep, werd de militaire basis op stand-by gezet. Deze kreeg vervolgens nooit meer een actieve status toegewezen. Het vliegveld is sindsdien grotendeels afgebroken en vervangen door een nieuw complex dat dient voor algemene luchtvaart.
Waar in de jaren 1920 olie- en gasvondsten vaak niet rendabel bleken, werden in de jaren 50 en 70 meerdere olie- en gasvelden in werking gesteld in Reeves County. De extractie van fossiele brandstoffen begon dan ook een significante bijdrage te leveren aan de economie van de county, waar tussen 1939 en 1973 ongeveer 37 miljoen olievaten werden geproduceerd. Gedurende de jaren 1980 raakten de olieprijzen in verval, wat een negatieve impact had op de lokale olie-industrie. De landbouw bleef echter ook een belangrijke rol spelen, met gerst, katoen, hooi en tarwe als voornaamste producten.

## Geografie
Reeves County heeft een oppervlakte van 6.843 km², waarvan 17 km² (0,3%) water is. Het is een van de negen county's in de Trans-Pecos, de Texaanse regio ten westen van de rivier de Pecos. Reeves County kent vlakke en lichtelijk golvende landschappen in het noorden en bergachtig gebied in het zuiden. De bodem van de county bestaat uit zand, keileem, klei en steen. Wat vegetatie betreft bestaat het landschap uit gras, struweel, creosootstruik, jeneverbesstruiken, cactussen, eiken en mesquitebomen. Het hoogste en laagste punt van de county bevinden zich op respectievelijk 1283 en 774 m boven de zeespiegel. De gemiddelde jaarlijkse temperatuur ligt op 17,8°C.

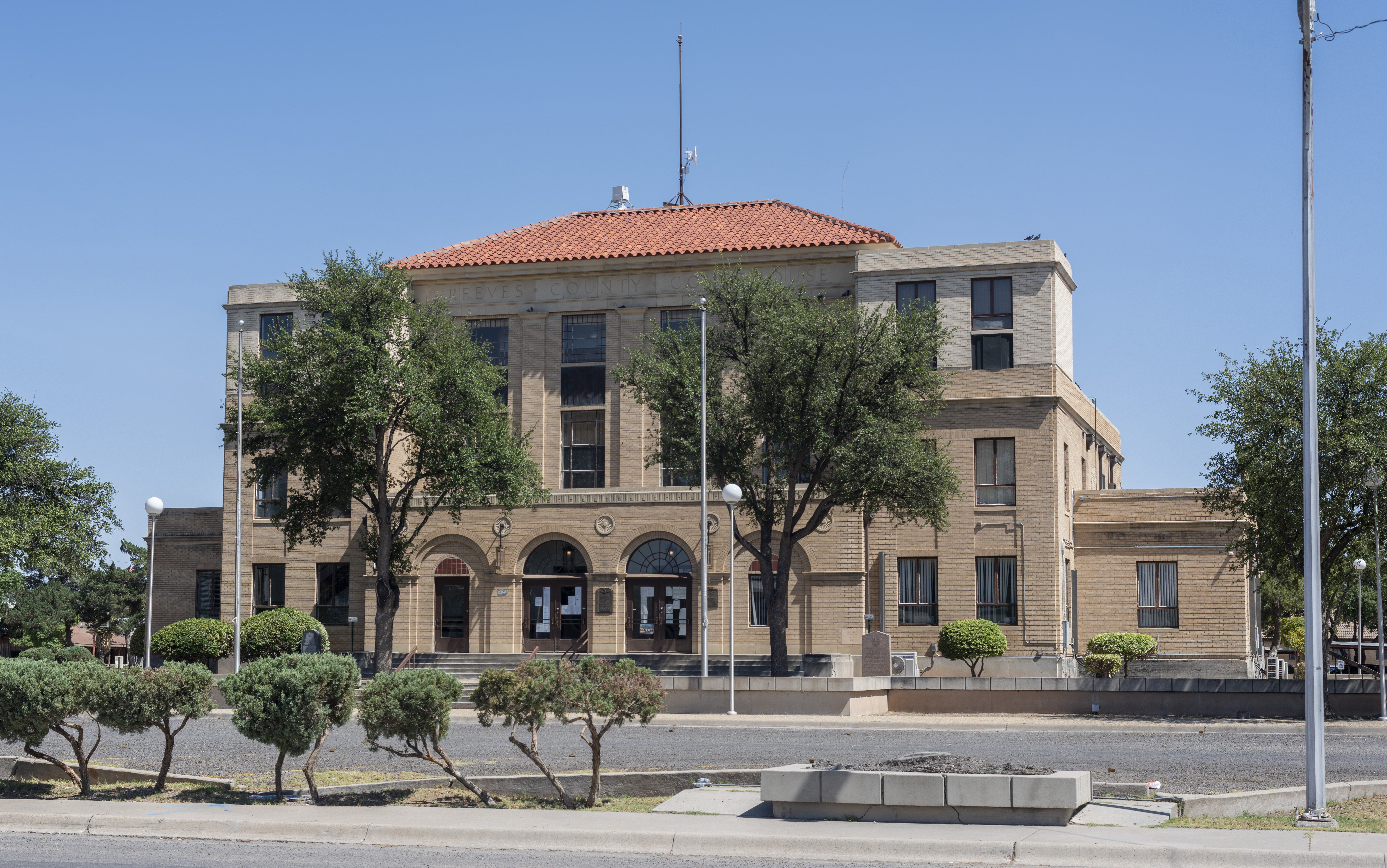
Het gerechtsgebouw van Pecos

Twee meren dienen in Reeves County voor zowel irrigatie als recreatieve doeleinden. Dat zijn de stuwmeren Balmorhea en Red Bluff Reservoir, waarvan de laatstgenoemde samen met de Pecos de noordwestelijke grens van de county vormt. Het stroomgebied van de Pecos strekt over de gehele county, maar er zijn enkele playa's, waaronder Toyah Lake, die bij regenval tijdelijk water opvangen. Reeves County beschikt naast water ook over andere natuurlijke bronnen, waaronder gips, kalksteen, as, zout, olie en gas.

### Aangrenzende county's
- Eddy County (New Mexico; ten noorden)
- Loving County (ten noordoosten)
- Ward County (ten oosten)
- Pecos County (ten zuidoosten)
- Jeff Davis County (ten zuidwesten)
- Culberson County (ten westen)

## Demografie
Volgens de Amerikaanse volkstelling van 2020 had Reeves County een bevolking van 14.748. Gemiddeld wonen er 2,16 mensen per km² in Reeves County. Het is daarmee een erg dunbevolkte county. Ter vergelijking: Nederland en België hebben respectievelijk bevolkingsdichtheden van 519 en 375 inwoners per km².
Naar schatting was 90,8% van de bevolking in 2019 blank. Ongeveer 74,6% van de bevolking bestond uit latino's of hispanics. Daarnaast was, zo schat men, 5,6% van de bevolking Afro-Amerikaans, 1,6% van Aziatische komaf en 1,0% inheems. Verder bestond de bevolking voor 0,1% uit inheemse Pacifische eilandbewoners en voor 1,0% uit mensen van twee of meer van de eerder genoemde categorieën. De leeftijdsverdeling van Reeves County was in 2019 naar schatting als volgt: 6,3% onder de 5 jaar, 16,1% van 5 tot en met 17 jaar, 65,8% van 18 tot en met 64 jaar en 11,8% 65 jaar of ouder. De bevolking bestond voor 38,8% uit vrouwen.
Het mediane jaarlijkse huishoudensinkomen in Loving County lag van 2015 tot en met 2019 op $53.311.

## Politiek
Reeves County stemt historisch gezien voornamelijk op Democratische presidentskandidaten. Sinds 1912 was dit bij zeven van de achtentwintig verkiezingen níét het geval. Bij deze verkiezingen vergaarde de Republikeinse kandidaat telkens de meeste stemmen. Bij de presidentsverkiezingen van 2020 behaalde de Republikeinse kandidaat Donald Trump met 61,1% van de stemmen een ruime meerderheid. Het betrof voor de Republikeinen de ruimste marge sinds 1972, toen Richard Nixon met 61,1% van de stemmen triomfeerde in Reeves County. De grootste Democratische overwinning dateert uit 1936, toen Franklin D. Roosevelt 91,6% van de stemmen voor zich won. In de jaren voorafgaand aan deze overwinning werd de crisis van de jaren 1930 in Reeves County actief bestreden middels de Civilian Conservation Corps, een project dat onderdeel uitmaakte van Roosevelts New Deal.
Anderson · Andrews · Angelina · Aransas · Archer · Armstrong · Atascosa · Austin · Bailey · Bandera · Bastrop · Baylor · Bee · Bell · Bexar · Blanco · Borden · Bosque · Bowie · Brazoria · Brazos · Brewster · Briscoe · Brooks · Brown · Burleson · Burnet · Caldwell · Calhoun · Callahan · Cameron · Camp · Carson · Cass · Castro · Chambers · Cherokee · Childress · Clay · Cochran · Coke · Coleman · Collin · Collingsworth · Colorado · Comal · Comanche · Concho · Cooke · Coryell · Cottle · Crane · Crockett · Crosby · Culberson · Dallam · Dallas · Dawson · Deaf Smith · Delta · Denton · DeWitt · Dickens · Dimmit · Donley · Duval · Eastland · Ector · Edwards · El Paso · Ellis · Erath · Falls · Fannin · Fayette · Fisher · Floyd · Foard · Fort Bend · Franklin · Freestone · Frio · Gaines · Galveston · Garza · Gillespie · Glasscock · Goliad · Gonzales · Gray · Grayson · Gregg · Grimes · Guadalupe · Hale · Hall · Hamilton · Hansford · Hardeman · Hardin · Harris · Harrison · Hartley · Haskell · Hays · Hemphill · Henderson · Hidalgo · Hill · Hockley · Hood · Hopkins · Houston · Howard · Hudspeth · Hunt · Hutchinson · Irion · Jack · Jackson · Jasper · Jeff Davis · Jefferson · Jim Hogg · Jim Wells · Johnson · Jones · Karnes · Kaufman · Kendall · Kenedy · Kent · Kerr · Kimble · King · Kinney · Kleberg · Knox · La Salle · Lamar · Lamb · Lampasas · Lavaca · Lee · Leon · Liberty · Limestone · Lipscomb · Live Oak · Llano · Loving · Lubbock · Lynn · Madison · Marion · Martin · Mason · Matagorda · Maverick · McCulloch · McLennan · McMullen · Medina · Menard · Midland · Milam · Mills · Mitchell · Montague · Montgomery · Moore · Morris · Motley · Nacogdoches · Navarro · Newton · Nolan · Nueces · Ochiltree · Oldham · Orange · Palo Pinto · Panola · Parker · Parmer · Pecos · Polk · Potter · Presidio · Rains · Randall · Reagan · Real · Red River · Reeves · Refugio · Roberts · Robertson · Rockwall · Runnels · Rusk · Sabine · San Augustine · San Jacinto · San Patricio · San Saba · Schleicher · Scurry · Shackelford · Shelby · Sherman · Smith · Somervell · Starr · Stephens · Sterling · Stonewall · Sutton · Swisher · Tarrant · Taylor · Terrell · Terry · Throckmorton · Titus · Tom Green · Travis · Trinity · Tyler · Upshur · Upton · Uvalde · Val Verde · Van Zandt · Victoria · Walker · Waller · Ward · Washington · Webb · Wharton · Wheeler · Wichita · Wilbarger · Willacy · Williamson · Wilson · Winkler · Wise · Wood · Yoakum · Young · Zapata · Zavala